# 何敬洙
何敬洙（888年—964年），广陵（今江苏省扬州市）人，是五代十國的南唐中书令。
何敬洙躯貌短陋而矫捷有力。少习武艺，早年投军，开始在吴国楚州（治今江苏省淮安市）刺史李简帐下任军校。李简死后，转投金陵徐知诰，为裨将。进天威军都虞候。保大三年（945年），南唐灭闽建州（今福建省建瓯市）之役，为行营招讨步军都指挥使，会同查文徽攻闽，何敬洙功居诸将之首，拜楚州团练使。他谨守职责，关心属境民众疾苦，常化装儒生或商贾，到乡村了解百姓生活情况。保大八年（950年），马楚马希萼附南唐，受命入援，迁武昌军节度使。拜镇国将军，加中书令、参知国事。李煜即位后，他以脚病辞官，转任右卫上将军、封芮国公。乾德二年（964年）二月，何敬洙去世，时年七十七岁，李煜废朝三日，赠鄂州大都督、左卫上将军，谥号威烈。